# Барбара Станіславчик
Барбара Станіславчик, повне ім'я Барбара Станіславчик-Жила (нар. 1962) — польська журналістка, репортер і письменниця, доктор політичних наук, викладач університету, президент ради Польського радіо у 2016—2017 роках.

## Біографія
Закінчила Варшавський технологічний університет та аспірантуру журналістики у Варшавському університеті. У 1990 році отримала стипендію в агентстві Reuters в Лондоні. Писала звіти, опубліковані в журналах Tygodnik Solidarność, Woman and Life, Pani, Twój Styl. Працювала в щомісячнику «Сукчес», спочатку заступником головного редактора, а з вересня 2006 року по квітень 2010 року — головним редактором. З вересня 2009 р. — по березень 2010 р. була директором видавничої справи у видавництві Przekrój. Вступила до Асоціації польських письменників.
Читала лекції з журналістики у Варшавському університеті, проводила репортажні семінари в Collegium Civitas, а потім писала заняття в аспірантурі з питань зв'язків з громадськістю в Інституті філософії та соціології Польської академії наук та в рамках проект EuroLiderek School. 27 січня 2016 р. здобула ступінь доктора політичних наук в Інституті журналістики та політології факультету журналістики та політології Варшавського університету на основі дисертації під назвою «Шаблони патріотизму як предмета суперечок та переоцінки у світлі цивілізаційних змін та системних перетворень у Польщі після 1989 р.», написані під керівництвом проф. доктор наук. Рафала-Артура Габельського.
8 січня 2016 року вона стала президентом правління Польського радіо. Знову обрана 16 лютого 2017 р., через день (17 лютого 2017 р.) подала у відставку з цієї посади. На її місце було обрано Яцека Собалу. Наприкінці 2017 року парламентська комісія відхилила її кандидатуру на посаду посла Польщі в Ізраїлі.

## Характеристика творчості
Її перша книга «Мати Хласкі», яка стала її дипломною роботою, була опублікована в 1992 році (книга описує матір Марека Хласко, Марію). Працюючи в пресі, вона підготувала ще одну книгу — Pajęczyna (1992), в якій описала соціальні та психологічні портрети працівників СБ. У 1994 році співпрацювала у виробництві документального фільму під назвою Марек Хласко без міфів Ганни Етемаді. Того ж року вона опублікувала інтерв'ю з Кшиштофом Коколевським — Коколевським без милосердя. Наступна книга — Czterśmie hardych (1997) — це збірник звітів про поляків, які врятували євреїв під час Другої світової війни (автор отримав медаль Яна Стшелецького від австралійського конгресу Польщі, а також почесну картку та ювілей Хрест за заслуги за книгу від Польського відділення Асоціації праведників світу).
До книги, виданої в 1998 р Любовні ігри Марека Хласко зайняли у автора вісім років, щоб зібрати матеріали. У 2004 р. Вийшов роман Od jutra, а в 2005 р. — роман про факт «Дівчата», що займається проблемою сучасної проституції в Польщі. У 2011 році вона видала книгу «Останній крик». Від Катині до Смоленська історії драми та любові, що представляють історії жертв катинської різанини 1940 року та Смоленської катастрофи 10 квітня 2010 року та їх сімей. Літературний журнал «Книги» визнав видання книгою листопада 2011 року в категорії «репортаж» і нагородив його «Книгами року». 7 жовтня 2015 року відбулася прем'єра книги Барбари Станіславчик під назвою «Хто боїться правди? Боротьба з християнською цивілізацією в Польщі». Видання базується на наукових дослідженнях, результатом яких є також авторська докторська дисертація.

## Книги
- Хто боїться правди? Боротьба з християнською цивілізацією в Польщі, Вид. Фронда, Варшава 2015, ISBN 978-83-8079-000-1
- Останній крик. Від Катині до Смоленська історії драми та кохання, Вид. Видавництво Rebis, Познань 2011, ISBN 978-83-7510-814-9
- Дівчата, Ред. Студія Марека Лєбковського, Варшава 2005, ISBN 83-912785-6-5
- З завтрашнього дня, Вайд. Беллона, Варшава 2004, ISBN 83-11-09962-6
- Любовні ігри Марека Хласько, Wyd. Prószyński i Spółka, Варшава 1998, ISBN 83-7180-505-5, (2-е видання та додаток. 2009)
- Павутина. Синдром безпеки (разом з Даріушем Вільчаком), Вид. Коло 1992, ISBN 83-85199-15-2, (2-е видання, 2010)
- Колколевський без милосердя, 1994 / Вид. Беллона, Варшава 2004, ISBN 83-11-09962-6